# Caucaea andigena
Caucaea andigena är en orkidéart som först beskrevs av Jean Jules Linden och Heinrich Gustav Reichenbach, och fick sitt nu gällande namn av Norris Hagan Williams och Mark W. Chase. Caucaea andigena ingår i släktet Caucaea och familjen orkidéer.
Artens utbredningsområde är Ecuador. Inga underarter finns listade i Catalogue of Life.